# Great Black Swamp

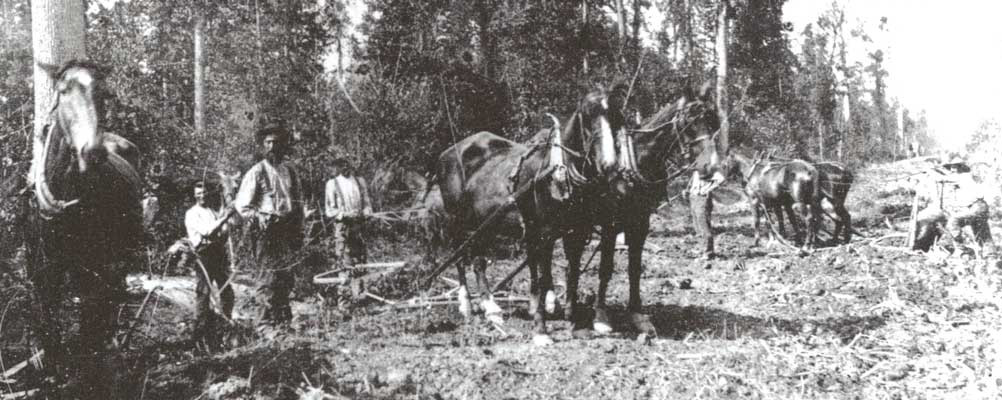
Rodungsarbeiten im Sumpf, um 1870

Ausdehnung des Great Black Swamp

Der Great Black Swamp war ein Sumpf im Nordwesten von Ohio und Indiana, Vereinigte Staaten. Er erstreckte sich im Einzugsgebiet des Maumee River vom Eriesee bis Fort Wayne in Indiana und war etwa 190 Kilometer lang (Ost-West-Richtung) und etwa 65 Kilometer breit (Nord-Süd-Richtung). Der Sumpf bedeckte ganz oder teilweise die Oberfläche von zwölf Countys in Ohio. 
Das Sumpfgebiet entstand als Resultat der Gletscherbewegungen während der letzten Eiszeit. Die Landschaft war durch dichte Wälder geprägt. Eichen, Platanen, Hickorys, Walnüsse, Eschen, Ulmen, Ahorne und  Pappeln wuchsen im stehenden Wasser, das meist selbst im Sommer nicht austrocknete. Im Great Black Swamp gab es keine Siedlungen der amerikanischen Ureinwohner, und auch für die ersten weißen Siedler war das Gebiet so gut wie unpassierbar. Farmer, die sich am Rand des Sumpfes ansiedelten, hatten mit Cholera, Typhus und vor allem mit Malaria zu kämpfen, die unter dem Namen ague bekannt war. Sie war so verbreitet, dass es üblich wurde, neben Salz und Pfeffer Chininpulver auf den Tisch zu stellen.
Verglichen mit anderen Landesteilen, verzögerte der Great Black Swamp die Kolonisierung Nordwest-Ohios um mehrere Jahrzehnte. Der erste Knüppeldamm von Fremont nach Perrysburg, die Maumee and Western Reserve Road, wurde in den 1820er Jahren gelegt, doch selbst auf diesem Weg betrug die Reisegeschwindigkeit im Durchschnitt eine Meile pro Tag. In den 1850er Jahren begannen mit staatlicher Unterstützung groß angelegte Drainagemaßnahmen, die sich über rund 40 Jahre hinzogen. Als Folge der Entwässerung entstand das heutige hochfruchtbare Farmland Nordwest-Ohios. Der Great Black Swamp ist bis auf winzige Überreste verschwunden.